# Noyau vestibulaire latéral
Le noyau vestibulaire latéral (ou noyau de Deiters ) est le noyau vestibulaire en continuité vers le haut et latéralement avec le noyau vestibulaire médian, et où se terminent de nombreuses branches ascendantes du nerf vestibulaire.

## Structure
Le noyau vestibulaire latéral se compose de très grandes cellules multipolaires dont les axones forment une partie importante du faisceau longitudinal dorsal du même côté et du côté opposé.
Les axones bifurquent à leur entrée dans le faisceau en :
- les branches ascendantes envoient des terminaisons et des collatérales aux noyaux moteurs des nerfs abducens, trochléaire et oculomoteur pour la coordination des mouvements des yeux avec les modifications de la position de la tête ;
- les branches descendantes entrent dans le funiculus antérieur de la moelle spinale sous forme de faisceau vestibulospinal et envoient des terminaisons et des collatérales aux noyaux moteurs de la colonne antérieure.

Les fibres qui passent dans le faisceau vestibulospinal interviennent dans les réflexes d'équilibre.
D'autres axones du noyau de Deiters se croisent et remontent dans le lemnisque médian opposé vers noyaux ventro-latéraux du thalamus.
D'autres fibres passent dans le cervelet avec le pédoncule inférieur et se distribuent au cortex du vermis et aux noyaux du toit du cervelet. Selon Cajal, ils ne font que traverser le noyau fastigial pour se rendre au vermis du cervelet et au cortex cérébral.